# Aetheolirion
Aetheolirion là một chi thực vật có hoa trong họ Commelinaceae.